# Jilson Ortiz
Jilson Aimer Ortiz Carabalí (San Cristóbal, Estado Táchira, Venezuela; 2 de octubre de 1987) es un futbolista venezolano que juega como centrocampista en el Real Frontera de la Segunda División de Venezuela.

## Trayectoria

### Llaneros de Guanare
El 24 de agosto de 2011, hace su debut como profesional a la edad de 23 años en la derrota 0-1 ante Deportivo Anzoátegui Sport Club disputado en el Estadio Rafael Calles Pinto.
El 28 de agosto de 2011, juega su 2.º partido con la camiseta del Llaneros de Guanare, en la derrota 4-0 ante Yaracuyanos Fútbol Club.

### Ureña SC
El 14 de febrero de 2016, juega su 1er partido después de mucho tiempo en la Primera División de Venezuela, en el empate del Ureña Sport Club 0-0 ante Deportivo Lara.
El 18 de febrero de 2016, juega su 2.º partido y da su primera asistencia con el Ureña Sport Club al minuto 43 en la victoria 1-3 ante Estudiantes de Caracas Sport Club.

### Patriotas de Boyacá
El 3 de julio de 2016, vería desde el banquillo con el Patriotas la victoria 1-0 ante Millonarios Fútbol Club por la Liga Águila (Colombia).
Después de estar durante 3 años intentando consolidarse en el equipo del Patriotas volvería al fútbol venezolano en 2019.

### Llaneros de Guanare (vuelta)
El 15 de julio de 2019, sería anunciado como nueva incorporación del Llaneros de Guanare para el Torneo Clausura 2019 (Venezuela), proveniente del Patriotas de Boyacá.
El 4 de octubre de 2019, anotaría su primer gol con el Llaneros EF, en la derrota 4-1 ante Deportivo Táchira al minuto 49.
El 27 de octubre de 2019, dio una asistencia en la victoria del Llaneros EF 2-1 ante Trujillanos Fútbol Club al minuto 65 en el partido disputado en el Estadio Rafael Calles Pinto.
El 3 de noviembre de 2019, anotaría su segundo gol y daría dos asistencias con el Llaneros EF, en la victoria 2-4 ante Zulia Fútbol Club, anotando gol al minuto 33 y dando asistencias al minuto 20 y 42, en el partido disputado en el Estadio José Encarnación Romero.